# Black Box (musikalbum)
Black Box  är den svenska rockgruppen The Maharajas fjärde 7" singel/EP, utgiven 2013 av Chaputa Records (Portugal). Inspelningen gjordes i Roswell Rehearsals av John Gordon, som också mixade.

## Låtlista
1. ”Black Box” (Guttormsson/Lindberg) 2:36
2. ”B–Files” (M. Snow; arr. the Maharajas) 2:04